# Diatraea lativittalis
Diatraea lativittalis is een vlinder van de familie van de grasmotten (Crambidae). De wetenschappelijke naam van deze soort is voor het eerst voorgesteld als Chilo lativittalis door Paul Dognin in een publicatie uit 1910.
De soort komt voor in Argentinië.